# Prix Jean-René Gougeon
Prix Jean-René Gougeon är ett travlopp för 6-8-åriga varmblodstravare (hingstar och valacker) som körs på Vincennesbanan i Paris i Frankrike varje år under samma tävlingsdag som Prix d'Amérique (sista söndagen i januari). Loppet är en del av det franska vintermeetinget. Det är ett Grupp 3-lopp, det vill säga ett lopp av tredje högsta internationella klass. Loppet körs över medeldistansen 2100 meter med autostart (bilstart). Förstapris är 40 500 euro, fram till och med 2018 var det 47 250 euro.

## Vinnare
| År   | Häst               | Kusk                | Tränare              | Tid    |
| ---- | ------------------ | ------------------- | -------------------- | ------ |
| 2025 | Working Class Hero | Mathieu Mottier     | Jörgen Westholm      | 1.10,1 |
| 2024 | Ibiki de Houelle   | Éric Raffin         | Franck Leblanc       | 1.10,4 |
| 2023 | Oracle Tile        | Clément Duvaldestin | Thierry Duvaldestin  | 1.10,8 |
| 2022 | Usain Töll         | Adrien Lamy         | Erik Bondo           | 1.11,5 |
| 2021 | Feydeau Seven      | Jean-Michel Bazire  | Jean-Michel Bazire   | 1.11,5 |
| 2020 | Classic Connection | Matthieu Abrivard   | Kevin Vanderschelden | 1.11,4 |
| 2019 | Dorgos de Guez     | Jean-Michel Bazire  | Jean-Michel Bazire   | 1.11,2 |
| 2018 | Day or Night In    | Johan Untersteiner  | Johan Untersteiner   | 1.11,3 |
| 2017 | Cash Gamble        | Jean-Michel Bazire  | Philippe Billard     | 1.11,8 |
| 2016 | Aubrion du Gers    | Jean-Michel Bazire  | Jean-Michel Bazire   | 1.11,2 |
| 2015 | Indigious          | Éric Raffin         | Stig H. Johansson    | 1.11,8 |
| 2014 | Oasis Bi           | Björn Goop          | Stefan P. Pettersson | 1.12,6 |
| 2013 | Amour d'Occagnes   | Christophe Martens  | Vincent Martens      | 1.12,4 |
| 2012 | Rubis Dairpet      | Éric Raffin         | Sebastien Guarato    | 1.12,3 |
| 2011 | Roi Vert           | Joseph Verbeeck     | Jean-Michel Bazire   | 1.13,1 |
| 2010 | Quid de Chahains   | Pierre Levesque     | Pierre Levesque      | 1.12,1 |
| 2009 | Unico Limburgia    | Pierre Levesque     | Pierre Levesque      | 1.12,3 |
| 2008 | Moqueur du Caieu   | Bernard Piton       | Jean Paul Piton      | 1.11,9 |
| 2007 | Shaft              | Jean-Michel Bazire  | Fabrice Souloy       | 1.12,5 |
| 2006 | Kilian             | Jean-Michel Bazire  | Didier Brohier       | 1.14,0 |
| 2005 | Kool du Caux       | Jean-Michel Bazire  | Fabrice Souloy       | 1.12,2 |